# Laramière
Laramière település Franciaországban, Lot megyében. Lakosainak száma 353 fő (2022. január 1.). Laramière Martiel, Puylagarde, Promilhanes, Puyjourdes és Vidaillac községekkel határos.

## Népesség
A település népességének változása:
| Lakosok száma | 269  | 240  | 251  | 283  | 330  | 340  | 348  | 350  | 351  | 353  |
|               | 1968 | 1982 | 1990 | 2006 | 2013 | 2015 | 2017 | 2019 | 2020 | 2022 |